# Oncocnemis lacticollis
Oncocnemis lacticollis är en fjärilsart som beskrevs av Smith 1908. Oncocnemis lacticollis ingår i släktet Oncocnemis och familjen nattflyn. Inga underarter finns listade i Catalogue of Life.